# Sinebrychoff
Brouwerij Sinebrychoff is een Finse brouwerij en frisdrankenfabrikant te Kerava.

## Geschiedenis

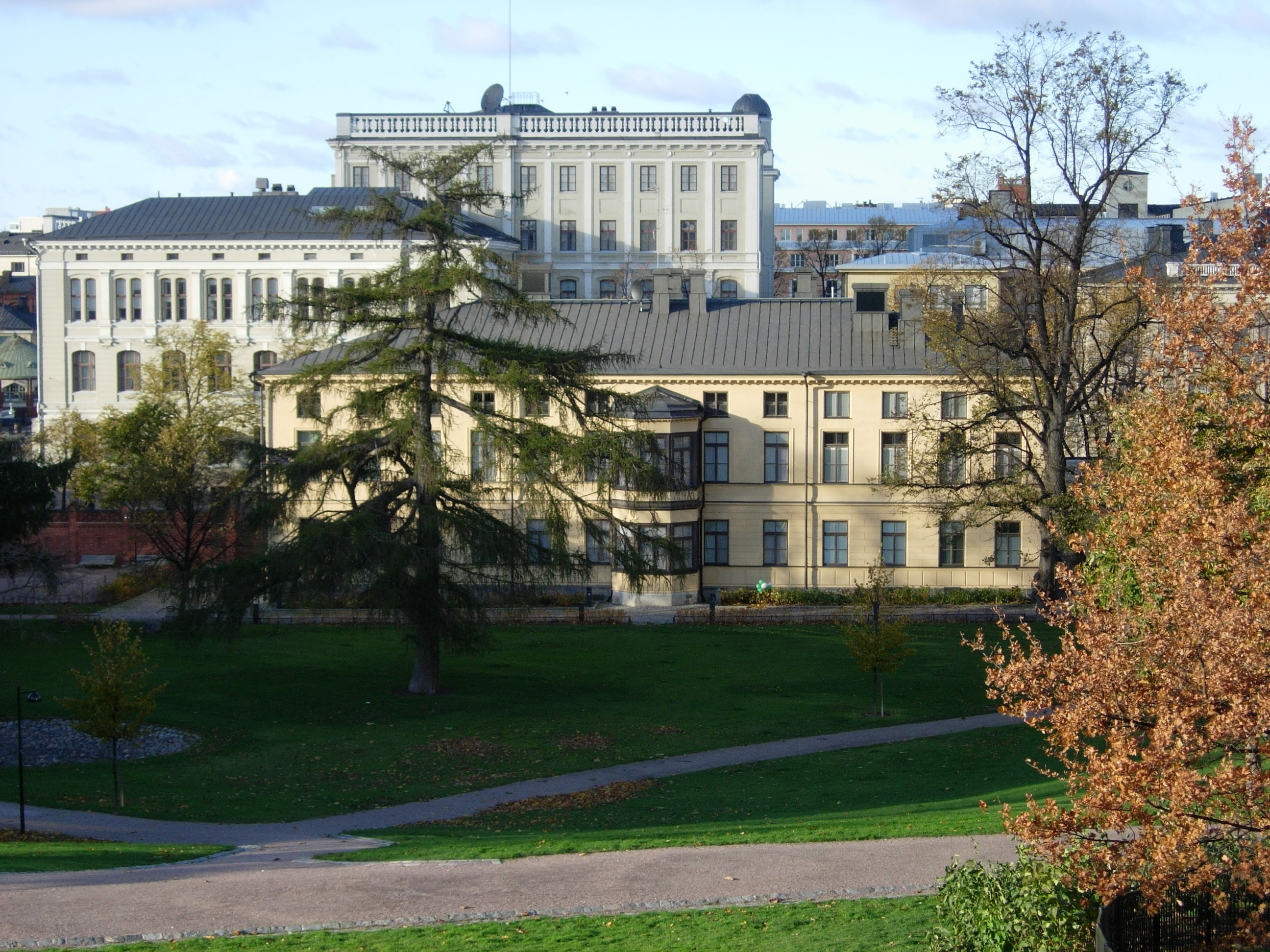
Sinebrychoff Art Museum, Helsinki

De brouwerij werd in 1819 opgericht door de Russische kolonist Nikolai Sinebrychoff. Op 23 augustus dat jaar kreeg hij de exclusieve rechten om de volgende 10 jaar bier te produceren en te verkopen in Helsinki. Op 13 oktober verkreeg hij een stuk land in Hietalahti, een buitenwijk van Helsinki waar vanaf 1821 de bouw van de brouwerij-distilleerderij begon. Het liet een verblijf bouwen dat in 1842 voltooid was en nu dienstdoet als het Kunstmuseum Sinebrychoff. De brouwactiviteiten zijn gestopt in Helsinki en verhuisd naar Kerava. De brouwerij is een van de grootste brouwerijen in Finland en maakt vanaf 2000 deel uit van de Carlsberg-groep.

## Bieren
- Koff
- Karhu
- Sinebrychoff Porter
- Saxon, glutenvrij lager

## Frisdranken en andere
- Sinebrychoff produceert onder licentie van The Coca-Cola Company, Coca-Cola, Fanta, Sprite, Bonaqua en Powerade. Sinebrychoff heeft ook de licentie voor de productie van Schweppes en Dr Pepper.
- Eigen merken: Muumi, Smurffi, Hyvää Päivää, Battery (energiedrank),
- Crowmoor (appelcider), Golden Cup (cider), Sinebrychoff Long Drink, Kurko, Garage Hard Lemonade